# SBS Schweizerische Bibliothek für Blinde, Seh- und Lesebehinderte
Die SBS Schweizerische Bibliothek für Blinde, Seh- und Lesebehinderte ist eine Spezialbibliothek mit Sitz in Zürich. Sie ermöglicht blinden, seh- und lesebehinderten Menschen den Zugang zu Büchern und Lehrmitteln. Das Medienangebot umfasst Hörbücher, Bücher und Musikalien in Blindenschrift (Braille), Grossdruckbücher, E-Books, Hörfilme, tastbare Spiele und Zeitschriften.
Die Bibliothek verfügt über eine hauseigene Produktion. Die SBS ist die einzige Organisation im deutschsprachigen Raum, die Medien in vier barrierefreie Formate – Hörbuch, Braille, Grossdruck, E-Books – überträgt. Neben Büchern für das Sortiment produziert die SBS auch barrierefreie Medien nach Mass, zum Beispiel Lehrmittel, Berufsunterlagen und sonstige Drucksachen, wie Flyer, Jahresberichte und Abstimmungsunterlagen.
Zur SBS gehört ausserdem die in Collombey (VS) gelegene Etoile Sonore, die barrierefreie Hörbücher in französischer Sprache herstellt und verleiht.
Die Einrichtung ist eine Non-Profit-Organisation und wird zu rund 50 Prozent von der öffentlichen Hand getragen. Die andere Hälfte finanziert sich durch Spendeneinnahmen, öffentliche und private Aufträge sowie weitere Dienstleistungen. Die SBS trägt das Zewo-Gütesiegel, welches gemeinnützige Organisationen für den gewissenhaften Umgang mit Spendengeldern auszeichnet.

## Sortiment
Das Angebot der SBS umfasst Medien für Erwachsene, Jugendliche und Kinder. Die thematische Vielfalt reicht vom Roman über den Ratgeber bis zum Kochbuch. Das Sortiment wird fortlaufend erweitert. Einige der Medien stehen den Kunden neben der Ausleihe auch zum Verkauf zur Verfügung.

### Hörbücher
Ein Grossteil der Hörbücher wird direkt in den Tonstudios der SBS von ausgebildeten Sprechern eingelesen. Alle Hörbücher verwenden das navigierbare DAISY-Format.

### Braillebücher
Die SBS verfügt über eine Vielzahl an Büchern in Blindenschrift. Es sind Titel in Kurz- und Vollschrift verfügbar. Unter der Rubrik „Print & Braille“ sind zudem Bücher zusammengefasst, deren Text komplett in Braille- und Schwarzschrift vorliegt, so dass sehbehinderte und sehende Menschen sie gemeinsam lesen können. Dazu gehören auch Tastbilderbücher für Kleinkinder.

### Grossdruckbücher
Von der SBS produzierte Grossdruckbücher im Ausleihsortiment sind in der Tiresias-Schrift in 17 Punkt Schriftgrösse erhältlich. Diese Schriftart wurde speziell für ältere Leser mit einer altersbedingten Seheinschränkung entwickelt.

### E-Books
Alle E-Books verwenden das navigierbare DAISY-Format. Damit können die Schrift und der Kontrast angepasst, Kapitel angesteuert, Lesezeichen gesetzt und der Text mit einer Sprachausgabe vorgelesen werden.

### Weitere Medien
Ebenfalls im Sortiment sind Hörzeitschriften, Hörfilme, Spiele, Rätsel, Braille-Musiknoten und Abstimmungsunterlagen.

## Anmeldung und Ausleihe
Das Angebot steht ausschliesslich blinden, sehbehinderten und lesebehinderten Personen zur Verfügung oder Institutionen, die solche unterstützen.
Die SBS ist eine reine Versandbibliothek. Kunden erhalten ihre Bücher per Post oder online.

## Buchknacker
Buchknacker ist ein Angebot der SBS speziell für Kinder und Jugendliche mit Dyslexie/Legasthenie, AD(H)S oder einer anderen Lesebeeinträchtigung. Auf der gleichnamigen Online-Plattform stehen Hörbücher und E-Books zum Download oder online Anhören zur Verfügung.

## Aufträge und Produktion
Neben der Produktion des Buchsortiments für die Bibliothek bietet die SBS die Übertragung von Lehrmitteln und Berufsunterlagen sowie die Herstellung von kundenspezifischen und barrierefreien Kommunikationsmitteln (z. B. Jahresberichte, Prospekte, Visitenkarten) an.

## Geschichte
Die Geschichte der SBS ist von Innovationen geprägt. Über die Jahre haben verschiedene Organisationen ihre Werke der SBS anvertraut. Die wichtigsten Meilensteine waren:
- 1903: Gründung der «Schweizerischen Blinden-Leihbibliothek» durch Theodor Staub (1864–1960)
- 1950: Gründung der «Blindenbücherei in Tonaufnahmen» durch Conrad Helbling
- 1975: Zusammenschluss zur «Schweizerischen Bibliothek für Blinde und Sehbehinderte»
- 1977: Pionierin für Musiknoten in Braille
- 1979: Erste Übertragungen von Lehrmitteln
- 1980: Eröffnung des Studios für Tonbandzeitschriften
- 1983: Erweiterung der Grossdruckbücher durch Pro-Senectute-Sammlung und Aufbau der Ludothek
- 2004: Hörbücher im navigierbaren, zugänglichen DAISY-Format
- 2010: Die SBS öffnet sich für lesebehinderte Menschen
- 2013: Start der Online-Bibliothek
- 2013: Neues Angebot für Menschen mit Dyslexie/Legasthenie: Buchknacker
- 2015: Die SBS wird zur Schweizerischen Dachorganisation der Blindenbibliotheken in der Schweiz
- 2015: Die Nationalbibliothek übergibt der SBS ihre Blindenschriften
- 2017: Buchknacker öffnet sich für Menschen mit AD(H)S
- 2019: Die Schweizerische Caritasaktion (CAB) übergibt der SBS ihre beiden Blindenbibliotheken

## Partnerschaften
Die SBS ist national und international vernetzt. Mit den deutschsprachigen Ländern bestehen Fernleihe-Abkommen für Medien.
Die SBS ist die Dachorganisation folgender Blindenbibliotheken in der Schweiz:
- Biblioteca Braille e del libro parlato
- Bibliothèque Braille Romande et Livre Parlé
- Bibliothèque Sonore Romande